# Menendo González
Menendo González of Mendo II González (verwijzend naar zijn grootvader Hermenegildo Gonçalves, die de bijnaam Mendo had) was van 997 tot 1008 graaf van Portucale (Portugal).

## Levensloop
Menendo volgde zijn vader Gonçalo Mendes op, werd vertrouwensman, alférez, van zijn leenheer koning Bermudo II van León en leermeester van zijn zoon, de toekomstige  koning Alfons V van León. Tussen 1000 en 1007 was hij de invloedrijkste man van het Iberisch schiereiland, tot ongenoegen van andere edellieden. In 1008 stierf hij een gewelddadige dood.
Zijn weduwe Tutadona hertrouwde met Alvito Nunes, die de nieuwe graaf van Portugal werd. Zijn dochter Elvira Menéndez huwde in 1014 met Alfons V.